# Muhammad al-Shaybani
Muḥammad ibn al-Ḥasan al-Shaybānī (749 / 750 – Ranbuwayh o Rayy, 803 o 805) è stato uno dei più importanti giuristi musulmani.
Fu discepolo, assieme ad Abū Yūsuf (in arabo أبو يوسف‎?), di poco più grande di lui, di Abu Hanifa (in arabo أبو حنيفة النعمان بن ثابت ‎?), il fondatore della scuola giurisprudenziale islamica sunnita del Hanafismo.
Di famiglia agiata di Ḥarastā (nei pressi di Damasco), legata da vincoli di clientela (walāya) con i Banū Shaybān, Muḥammad b. al-Ḥasan b. Farqad al-Shaybānī (in arabo محمد بن الحسن بن ﻓﺮﻗﺪ الشيباني‎?) studiò a circa 16 anni a Kūfa sotto la guida di Abū Ḥanīfa al-Nuʿmān, fin quando questi morì nel 767.
Studiò anche come muḥaddith di Sufyān al-Thawrī e di al-Awzāʿī, fondatore di un madhhab attivo per lungo periodo in Siria, fin quando esso non fu assorbito da altre scuole giuridiche.
Fu anche allievo di Malik ibn Anas, soggiornando a Medina per un triennio circa, tramandando poi una versione della sua Muwaṭṭāʾ.
Ad appena venti anni, tenne lezioni assai apprezzate in una moschea di Kūfa, prima di spostarsi a Baghdad, e di ricevere dall'abbaside Hārūn al-Rashīd la nomina a Qāḍī di Raqqa: funzione che assolse non senza alcuni screzi con il Califfo, che lo sollevò nell'803 dal suo incarico.
Tornato a Baghdad, ebbe tra i suoi nuovi allievi Muḥammad b. Idrīs al-Shāfiʿī, fondatore più tardi della scuola giuridica che da lui prese il nome di Sciafeismo, che ne criticherà in seguito alcune posizioni nel suo Kitāb al-Umm, pur seguitando a nutrire grande rispetto e ammirazione per il suo Maestro.

## Opere
Nell'enorme massa di libri che ne riportano l'insegnamento e che spesso furono scritti da suoi discepoli, uno tra i più rilevanti fu probabilmente il Kitāb al-Aṣl. In esso (come in altri lavori che ne riferiscono l'insegnamento, spicca il regolare uso metodologico del ḥadīth armonizzato con l'accorto ragionamento (raʾy) del giurisperito (faqīh).
In campo teologico, al-Shaybānī non si discostava dal Maestro Abū Ḥanīfa (del cui insegnamento non abbiamo nulla scritto di suo pugno) e abbracciava le opinioni del Murgismo.